# 27658 Dmitrijbagalej
27658 Dmitrijbagalej è un asteroide della fascia principale. Scoperto nel 1978, presenta un'orbita caratterizzata da un semiasse maggiore pari a 2,7639599 UA e da un'eccentricità di 0,2982295, inclinata di 9,43892° rispetto all'eclittica.